# Francis Doublier
Francis Doublier és un cineasta francès nascut a Lió l'11 d'abril de 1878 i mort a Fort Lee, Nova Jersey (Estats Units) el 2 d'abril de 1948. Va ser un dels primers reporters de cinema (amb Alexandre Promio, Félix Mesguich i Marius Chapuis).

## Biografia

### Inicis professionals
A l'edat de dotze anys, el pare de Francis Doublier, Louis-Etienne Doublier, va morir accidentalment aixafat per un carruatge de cavalls i el nen ha de buscar feina.
A la mort del seu pare, Antoine Lumière va contractar 4 dels 5 fills Doublier que es van quedar a casa. Primer Philippine que esdevé cap de departament, i Jenny, una treballadora d'oficina, i després, al final de la seva escola, Gabriel i Francis.
Francis entra com a aprenent a les Usines Lumière, on  neteja els dipòsits i esbandeix els pots. Així va entrar en els secrets del cinematògraf, ajudant Louis Lumière durant els seus primers assajos.
Els seus caps noten la seva intel·ligència molt ràpidament. Als disset anys, va participar en la sessió de cinema privada que Louis Lumière va oferir el 22 de març de 1895 a la Société d'encouragement pour l'industrie nationale de París, i després va assistir al cap mecànic Charles Moisson i l'operador de projecció Ducom durant la primera sessió pública al Salon indien du Grand Café el 28 de desembre del mateix any. Estaven absents durant els àpats, i Francis va introduir "el ferrador", el "joc de cartes" i la "baralla dels nadons" a la pantalla del Salon indien du Grand Café.
Doublier també apareix a les primeres pel·lícules de Louis, com la famosa La sortida dels obrers de la fàbrica, on va amb la seva bicicleta dues vegades davant la càmera.

## El gran reporter
A finals de 1895 va ser enviat a Espanya on va filmar corrides de toros. Fidel a les recomanacions de Louis Lumière, Francis Doublier mai es separa de la seva càmera i la col·loca sota el coixí quan dorm.
Doublier va ser emprat més tard per Louis Lumière per enriquir els programes de les sales de cinema, i va ser enviat a Europa per portar els primers reportatges en vídeo. En particular, va filmar la coronació del tsar Nicolau II el 28 de maig de 1896 a Moscou amb Charles Moisson. Van ser empresonats en l'ocasió i els seus equips van ser confiscats per la policia després dels incidents durant la cerimònia. El cònsol francès va aconseguir el seu alliberament amb força rapidesa, però la policia no va tornar l'equipament fins 6 mesos després. No obstant això, Francis va mantenir una segona càmera que funcionava igual de bé.  Tant així que no he parat mai de rodar" posarà.
Així, s'atura a totes les ciutats de Rússia on hi havia electricitat, des de Sebastopol fins a Arkhangelsk i des de Sant Petersburg fins a Tbilisi. Va desenvolupar el rodatge de les seves pel·lícules als cellers d'hotels i va utilitzar vodka per activar l'assecat de les pel·lícules.
Dona sessions a Nicolau II de Rússia al Palau d'Hivern a Sant Petersburg i a la seva residència d'hivern a Ialta.
També va anar a Brussel·les el 1896 on va obrir una sala de projeccions de cinema que ell mateix va dirigir, i després a Amsterdam on va fer el mateix. Aleshores es va adonar del poder al·lucinatori del cinematògraf: A tot arreu, el director va advertir el públic abans de presentar-los per primera vegada vistes animades. Els va assegurar que els cavalls no galoparien bojos per sobre dels seus caps i que la locomotora no cauria de la pantalla per aixafar-los a la sala.
Francis Doublier és un dels operadors més viatjats del món per recollir imatges: va a Sofia, Bucarest, Atenes, Constantinoble, El Caire, Bombai, Xangai, Pequín, Yokohama, Múnic, Berlín, Varsòvia, Sant Petersburg, on fou acompanyat per Félix Mesguich, un altre pioner operador de Louis Lumière."Vaig anar a totes les ciutats del món on hi havia electricitat".

### Amèrica
Tornant dels seus llargs viatges, Doublier es trobava a França l'any 1900 i va aprofitar per filmar l'Exposició Universal de 1900.
A la insistència de Louis Lumière, va marxar als Estats Units el 1902 i va establir una fàbrica d'equips fotogràfics a Burlington, Vermont, una filial de les fàbriques Lumière. .
Passarà la resta de la seva vida a Amèrica, sense renunciar mai al cinema i treballar per  Alice Guy Blaché a Solax a Fort Lee, Nova Jersey, de 1911 a 1916 com a director tècnic. Després va exercir com a director tècnic dels laboratoris del Groupe Eclair de Fort Lee, i després va participar en la construcció dels estudis Paragon i Éclipse. El 1919 Doublier es va convertir en director general de Palissades-Films, després a Hériagraph Film Corp fins al 1927.
El 1929 va ser director d'investigació a Eastman Kodak per llançar un dispositiu amateur barat: el 16 mm.
Va acabar la seva carrera professional a Pathé a Bound Brock, superintendent de "Major Films".
Al llarg de la seva vida i fins al seu darrer dia va mantenir una estreta correspondència amb els Lumière.
Després de la seva mort el 2 d'abril de 1948, la seva família va donar les seves valuoses col·leccions al Museu Eastman House a Rochester, Nova York.